# الضغط الحراري عند الدواجن
 الضغط الحراري هو عبارة عن ظرف محدد أو وضع مرضي يرى عند الدجاج والحبش نتيجة التعرض لدرجات حرارة عالية وبشكل خاص عند ترافق الحرارة العالية مع درجة رطوبة عالية وحركة تهوية خفيفة, مما ينتج ضغط زائد تتعرض له الطيور وبشكل خاص يظهر المرض بالحالات التالية:
1- عنابر التربية ذات التهوية السيئة.
2- العنابر المسقوفة بالتوتياء (سقف معدني).
3- ازدحام المزرعة بعدد زائد عن طاقة المزرعة من الطيور (ازدحام بالعدد)
4- الطيور السمينة أكثر قابلية للتأثر بالضغط الحراري
5- تقديم عليقه غنية بالطاقة خلال الأيام شديدة الحرارة
6- العوامل الوراثية للقطيع تلعب دور بظهور الحالة
7- نسبة النيكاربازين (Nicarbazin) المقدم للطيور بالعليقة.
8- درجة حرارة المياه المقدمة للطيور
9- عوامل أخرى
وتعتبر طيور البط مقاومة لهذا الوضع بطبيعتها.

## الأعراض
1- لهاث الطيور
2- زيادة العطش وزيادة نسبة المياه التي يشربها الطائر.
3- انخفاض إنتاج البيض.
4- تمدد الأرجل والأجنحة.
5- انهيار الطيور واستلقائها على أرضية المزرعة.
- الأعراض التشريحية (بعد الموت)

1- وجود مواد مخاطية ضمن التجويف الفموي للطائر وضمن الأنف والحنجرة.
2- طبيعة الجثة توحي بنقص أكسجه مع لون غامق للجثة
- التشخيص

1- درجات الحرارة العالية
2- الأعراض والإعراض التشريحية
3- استبعاد احتمال إصابة الطيور بأمراض أخرى 0عدم وجود أعراض لأمراض أخرى)
4- طبيعة الطيور الميتة 0كبيرة الحجم والوزن والذكور أكثر من الإناث)
- المعالجة

1- تقديم المياه الباردة للطيور وبكميات كافية
2- تحسين التهوية ضمن عنبر التربية
3- محاولة تبريد السقف والجدران وعزلها بشكل جيد لتخفيف نقل الحرارة لداخل العنبر
- الوقاية

1- تربية الطيور ضمن عنابر محققه للمواصفات من حيث العرض والارتفاع والنوافذ .. الخ
2- طلاء العنبر باللون الأبيض يساعد على عكس الحرارة
3- تغذية الطيور بعليقه منخفضة الطاقة خلال الأيام شديدة الحرارة
4- تجنب تقديم العليقة خلال فترة الظهيرة وتقديمها بالصباح والمساء والليل
5- التقليل من كثافة الطيور بالمزرعة
6- التهوية الجيدة للعنبر
7- تجنب إصابة الطيور بأمراض أخرى
8- تجنب تحريك القطيع أثناء فترة الظهيرة حيث درجات الحرارة عالية
9- تجنب أي عوامل إجهاد للطائر.